# Jamie Jones (DJ)
Jamie Jones (* 28. Oktober 1980 in Caernarfon, Wales) ist ein walisischer DJ und Musikproduzent, der dem Genre des Tech House zugeordnet wird.

## Leben
2008 gründete er gemeinsam mit seinem Freund und Produzent Lee Foss die Musikgruppe Hot Natured. Im Jahr 2010 gründete er gemeinsam mit Foss das Label Hot Creations unter welchem seine eigene Musik und die von Hot Natured seitdem veröffentlicht wurde. Von der Zeitschrift Resident Advisor wurde er zum besten DJ des Jahres 2011 gewählt.

## Diskografie

### Alben
- 2009: Don’t You Remember The Future
- 2012: Tracks From The Crypt
- 2013: Different Sides of the Sun (mit Hot Natured)

### EPs
- 2006: Amazon
- 2006: The Capsule
- 2007: Still Here?
- 2008: Kaskazi (mit Simon Baker)
- 2009: Galactic Space Bar
- 2010: Ruckus
- 2013: Planets, Spaceships
- 2013: Moan & Groan
- 2016: Illicit Behaviour

### Singles
- 2006: Panic
- 2007: Lady Judy (mit Fuckpony & Matthew Styles)
- 2008: 911
- 2009: Summertime
- 2010: Ruckus
- 2012: Masterplans (mit Cajmere & Russoul)
- 2012: Our Time in Liberty (feat. Art Department)
- 2013: Changes
- 2014: People from the Moon
- 2015: Strangers
- 2015: This Way!
- 2015: One Time Game (mit Kate Simko & Jem Cooke)
- 2015: Siberian Express
- 2015: Danger Mouse
- 2016: Land of the Giants (feat. Hero Twins)